# Oriente (San Juan)
Oriente es un barrio ubicado en el municipio de San Juan en el estado libre asociado de Puerto Rico. En el Censo de 2010 tenía una población de 31.374 habitantes y una densidad poblacional de 5.419,94 personas por km².

## Geografía
Oriente se encuentra ubicado en las coordenadas 18°24′51″N 66°2′5″O / 18.41417, -66.03472. Según la Oficina del Censo de los Estados Unidos, Oriente tiene una superficie total de 5.79 km², de la cual 4.6 km² corresponden a tierra firme y (20.54%) 1.19 km² es agua.

## Demografía
Según el censo de 2010, había 31.374 personas residiendo en Oriente. La densidad de población era de 5.419,94 hab./km². De los 31.374 habitantes, Oriente estaba compuesto por el 60.41% blancos, el 23.65% eran afroamericanos, el 0.86% eran amerindios, el 0.42% eran asiáticos, el 10.57% eran de otras razas y el 4.09% pertenecían a dos o más razas. Del total de la población el 98.94% eran hispanos o latinos de cualquier raza.